# Empodium
Empodium é um género botânico pertencente à família Hypoxidaceae.